# Kuthalam
Kuthalam es una ciudad y nagar Panchayat situada en el distrito de Mayiladuthurai en el estado de Tamil Nadu (India). Su población es de 16125 habitantes (2011). Se encuentra a 69 km de Thanjavur.

## Demografía
Según el censo de 2011 la población de Kuthalam era de 16125 habitantes, de los cuales 8013 eran hombres y 8112 eran mujeres. Kuthalam tiene una tasa media de alfabetización del 90,79%, superior a la media estatal del 80,09%: la alfabetización masculina es del 95,59%, y la alfabetización femenina del 86,08%.